# World Wide Web Consortium
World Wide Web Consortium (W3C) je mednarodni inštitut, kjer člani organizacije, osebje s polnim delovnim časom in javnost sodelujejo ter skupaj razvijajo standarde za splet (WWW).
W3C ima zastavljeno misijo:
Voditi svetovni splet do svojega celotnega potenciala z razvojem protokolov in smernic, ki zagotavljajo dolgoročno rast spleta

## Zgodovina
Oktobra leta 1994, je Sir Tim Berners-Lee, izumitelj spleta (angleško World Wide Web), zapustil Evropsko organizacijo za jedrske raziskave (CERN) in ustanovil inštitut World Wide Web Consortium (W3C).

## Upravljanje
Inštitut skupno upravljajo MIT Computer Science and Artificial Intelligence Laboratory (CSAIL) v Združenih državah Amerike, European Research Consortium for Informatics and Mathematics (ERCIM) (v Sophia Antipolisu, Francija) in Keio University (na Japonskem). W3C ima tudi pisarne po celem svetu, natančneje, v petnajstih državah. Pisarne W3C se ukvarjajo s svojimi spletnimi skupnostmi, s katerimi promovirajo tehnologije W3C v lokalnih jezikih in tako širijo mednarodno sodelovanje v aktivnostih W3C.

## Seznam nekaterih standardov
Standardi W3C/IETF:
- CSS
- CGI
- DOM
- RDF
- SVG
- SOAP
- SMIL
- WSDL
- XHTML
- XML
- XML Information Set
- XPath
- XQuery
- XSLT